# Juegos Atléticos del Centenario de la Independencia de Centroamérica
Los Juegos Atléticos del Centenario de la Independencia de Centroamérica fue un torneo de fútbol organizado para celebrar los 100 años de la Independencia de Centroamérica de España. El torneo se llevó a cabo entre Costa Rica, El Salvador, Guatemala y Honduras. Fue organizada por Guatemala y ocurrió entre el 14 y el 18 de septiembre de 1921 en la Ciudad de Guatemala.

## Sistema de competición
La competición fue de eliminación directa, con un tiempo de 80 minutos por cada compromiso.

## Equipos participantes
| Costa Rica | Guatemala   |
| Honduras   | El Salvador |

## Partidos

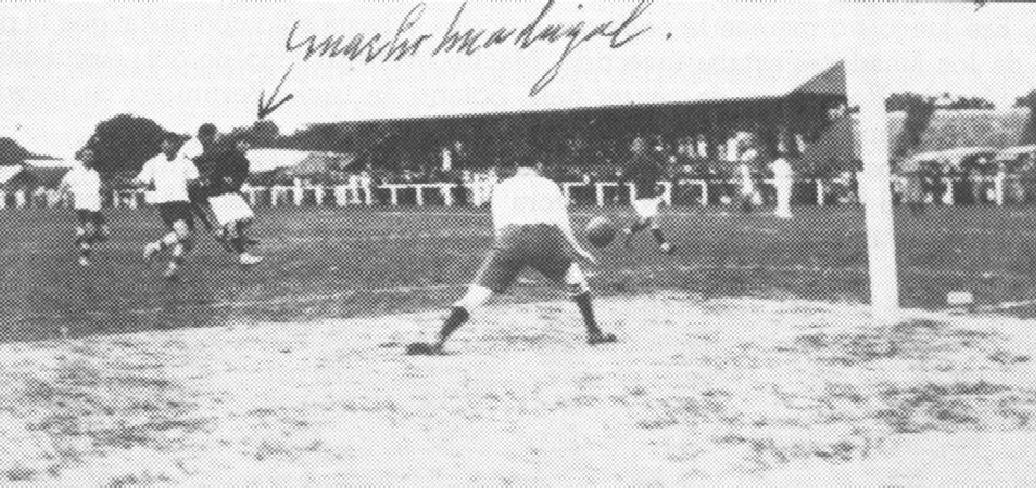
Juegos Atléticos del Centenario de la Independencia de Centroamérica (Costa Rica Vs El Salvador)

### Semifinales
| 14 de septiembre de 1921 | Costa Rica                                             | 7:0     | El Salvador | Campo de Marte, Ciudad de Guatemala |                                |
|                          | Gutiérrez ?' · Arguedas ?' · Madrigal ?' · Bermúdez ?' | Reporte |             | Asistencia: 2 000 espectadores      | Asistencia: 2 000 espectadores |

| 14 de septiembre de 1921 | Guatemala                                                                       | 9:0     | Honduras | Campo de Marte, Ciudad de Guatemala |  |
|                          | Minondo ?' · Kiehnle ?' · Aldaz ?' · Enríquez ?' · Dougherty ?' · Villacorta ?' | Reporte |          |                                     |  |

### Final
| 18 de septiembre de 1921 | Guatemala | 0:6     | Costa Rica                                           | Campo de Marte, Ciudad de Guatemala |                                 |
|                          |           | Reporte | Madrigal ?' · Arguedas ?' · Solera ?' · Figueredo ?' | Asistencia: 10 000 espectadores     | Asistencia: 10 000 espectadores |

|                                |
| Bandera de Costa Rica          |
| Campeón Costa Rica 1.er título |

## Estadísticas
| Jugador                  | Selección  | Goles |
| ------------------------ | ---------- | ----- |
| Rafael Ángel Madrigal    | Costa Rica | 6     |
| Claudio Arguedas         | Costa Rica | 3     |
| Fernando Minondo         | Guatemala  | 3     |
| Constantino Kiehnle      | Guatemala  | 2     |
| Wenceslao Aldaz          | Guatemala  | 1     |
| Ricardo Bermúdez         | Costa Rica | 1     |
| Julio Dougherty          | Guatemala  | 1     |
| Mariano Enríquez         | Guatemala  | 1     |
| Joaquín Manuel Gutiérrez | Costa Rica | 1     |
| Roberto Figueredo        | Costa Rica | 1     |
| Jorge Luis Solera        | Costa Rica | 1     |
| Rafael Villacorta        | Costa Rica | 1     |